# Лян Баохуа
Лян Баохуа́ (кит. упр. 梁保华, пиньинь Liáng Bǎohuá, род. в ноябре 1945), в 2007-2010 гг. глава парткома КПК пров. Цзянсу и в 2002-2008 годах её губернатор.
Член КПК с ноября 1965 года, член ЦК КПК 17 созыва (кандидат 16 созыва).

## Биография
Окончил журналистский факультет Фуданьского университета.
- С 1994 года член посткома парткома провинции Цзянсу (Восточный Китай), в 1998-2000 гг. глава Сучжоуского горкома КПК (сменил его Чэнь Дэмин).
- С 2000 года заместитель, в 2002-2008 губернатор провинции Цзянсу, сменил его Ло Чжицзюнь[2].
- С 2000 года замглавы, в 2007-2010 гг. глава парткома пров. Цзянсу и пред. ПК СНП провинции[3][4].